# 모리역 (홋카이도)
모리역(일본어: 森駅 모리에키[*])은 일본 홋카이도 가야베 군 모리정에 있는 홋카이도 여객철도 하코다테 본선의 철도역이다.

## 역 구조
2면 3선의 승강장이 있는 지상역이다. 1, 2번 승강장 사이에는 선로가 하나 더 있어 하행 열차의 통과선으로 이용된다. 유인역으로, 창구는 5시부터 22시 20분까지 영업한다.

### 승강장
| 1 | ■ 하코다테 본선 | 야쿠모 · 군누이 · 오샤만베 · 삿포로 방면 |
| 2 | ■ 하코다테 본선 | (대피 열차 또는 시종착 열차가 이용)      |
| 3 | ■ 하코다테 본선 | 오누마 · 하코다테 · 아오모리 방면        |

## 역 주변
- 모리 정사무소
- 모리 경찰서
- 모리 우편국, 모리혼초 우편국
- 모리 정립 모리 초등학교, 모리 정립 와시노키 초등학교
- 홋카이도 모리 고등학교
- 홋카이도 모리 중학교

## 역사
- 1903년 6월 28일 - 홋카이도 철도의 일반역으로 개업.
- 1907년 7월 1일 - 홋카이도 철도 국유화.
- 1927년 12월 25일 - 오시마 해안철도 개통.
- 1945년 1월 25일 - 오시마 해안철도 국유화.
- 1982년 11월 15일 - 화물 취급 폐지.
- 1986년 11월 1일 - 수하물 취급 폐지.
- 1987년 4월 1일 - 일본국유철도 분할 민영화로 홋카이도 여객철도가 계승.
- 2007년 10월 - 역 번호 부여. H62.

## 사진

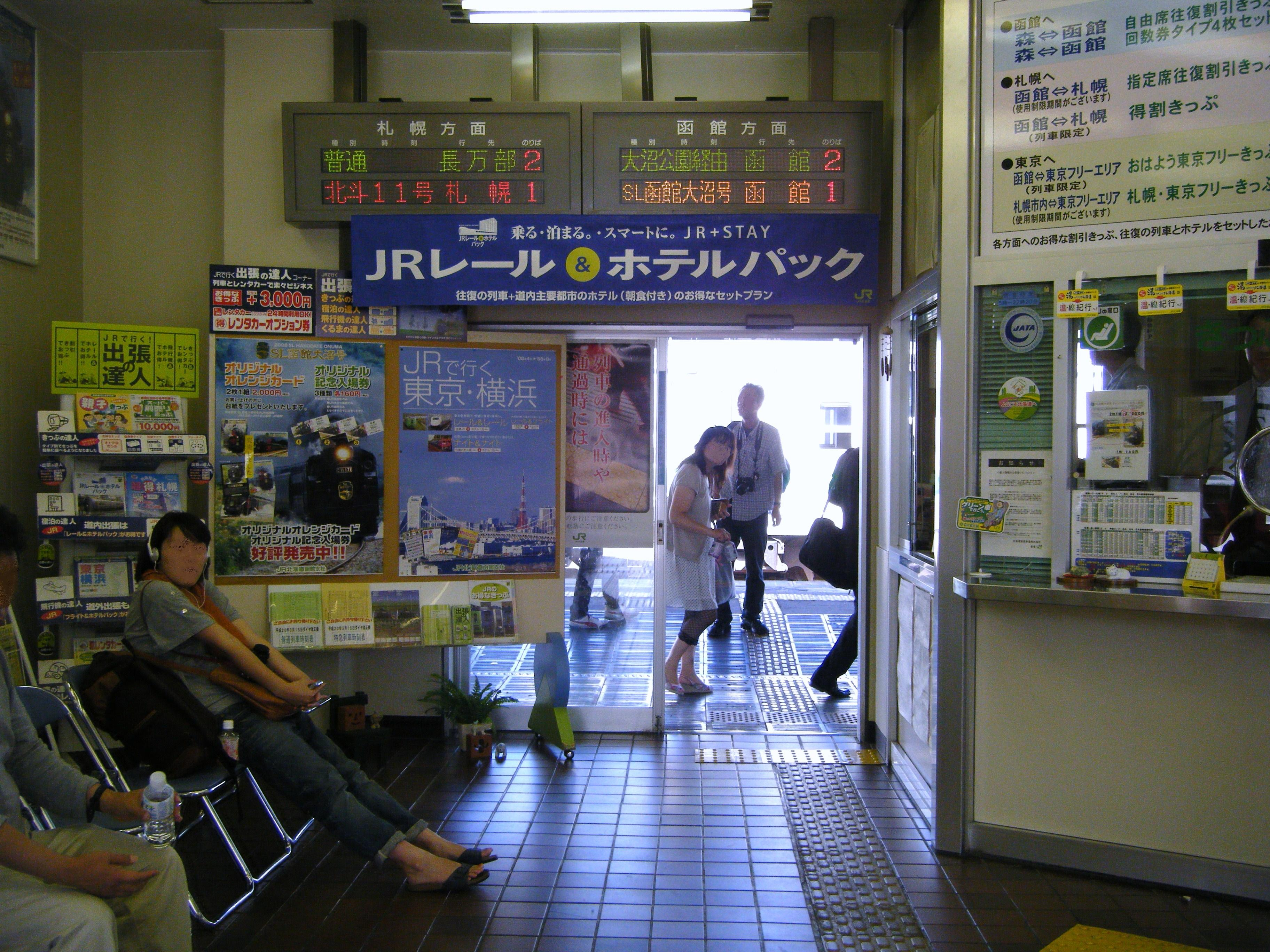
개찰구
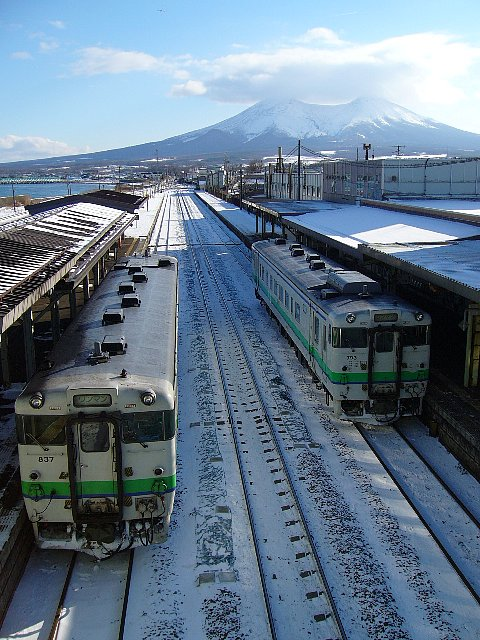
고마가타케 산을 바라보고 촬영한 모습

## 인접한 역
| 홋카이도 여객철도 하코다테 본선                    | 홋카이도 여객철도 하코다테 본선 | 홋카이도 여객철도 하코다테 본선 |
| -------------------------------------------------- | ------------------------------- | ------------------------------- |
| H65 고마가타케 하코다테 방면                       | ■ 하코다테 본선                 | H60 이시야 오샤만베 방면        |
| 홋카이도 여객철도 하코다테 본선 본선 · 사와라 지선 |                                 |                                 |
| N63 히가시모리 하코다테 방면                       | ■ 하코다테 본선 사와라 지선     | H61 가쓰라가와 오샤만베 방면    |